# Hister alticola
Hister alticola är en skalbaggsart som beskrevs av Desbordes 1925. Hister alticola ingår i släktet Hister och familjen stumpbaggar. Inga underarter finns listade i Catalogue of Life.